# Glipa isolata
Glipa isolata es una especie de coleóptero de la familia Mordellidae.

## Distribución geográfica
Habita en Filipinas.